# Esteban De Iacovo
Esteban De Iacovo, vollständiger Name Esteban Carlos De Iacovo Steffano, (* 22. September 1996 in Montevideo) ist ein uruguayischer Fußballspieler.

## Karriere
Der 1,80 Meter große Defensivakteur De Iacovo spielte im Jugendfußball zunächst spätestens von 2010 bis 2014 für Nacional Montevideo. Über die Mannschaften der Septima División (2010), der Sexta División (2011), der U-16 (2012) und der Quinta División (2013) gelangte er 2014 ins U-19-Team der Cuarta División. Seit 2015 spielt er für Juventud und war beim Klub aus Las Piedras in jenem Jahr parallel Mitglied der U-19 (Cuarta División) und der Reserve (Formativas) in der Tercera División. Sein Debüt in der Primera División feierte er in der Apertura 2015 am 8. November 2015 bei der 0:1-Heimniederlage gegen Centro Atlético Fénix, als er von Trainer Jorge Giordano in die Startelf beordert wurde. Während er in der Saison 2015/16 fünf Erstligabegegnungen (kein Tor) bestritt, kam er in der Folgesaison 2016 nicht zum Einsatz.